# Сілхет (зіла)
Сілхе́т (бенг. সিলেট জেলা, англ. Sylhet Zila) — одна з 4 зіл регіону Сілхет Бангладеш, розташована на північному сході регіону.
Населення — 3434188 осіб (2011; 2755282 в 2008, 2153301 в 1991).

## Адміністративний поділ
До складу регіону входять 11 упазіл:
| Зіла         | Площа, км² | Населення, осіб (1991) | Населення, осіб (2008) |
| ------------ | ---------- | ---------------------- | ---------------------- |
| Балагандж    | 389,51     | 230865                 | 265679                 |
| Беані-Базар  | 253,22     | 181547                 | 212773                 |
| Бішванатх    | 214,50     | 169730                 | 189773                 |
| Говаїнгхат   | 486,10     | 169937                 | 207170                 |
| Голабгандж   | 278,34     | 229074                 | 264773                 |
| Джайнтіапур  | 258,69     | 98270                  | 120458                 |
| Закігандж    | 287,33     | 174038                 | 187437                 |
| Канаїгхат    | 412,25     | 178654                 | 216495                 |
| Компанігандж | 278,55     | 85169                  | 113783                 |
| Сілхет-Садар | 517,43     | 554412                 | 881760                 |
| Фенчугандж   | 114,48     | 81605                  | 95181                  |